# 김철수 (헌법학자)
김철수(金哲洙, 1933년 7월 10일~2022년 3월 26일)는 대한민국의 헌법학자이다.

## 생애
1933년에 대구시에서 태어나 1956년 서울대학교 법학과를 졸업하고 서독으로 건너가 뮌헨 대학교에서 법학석사 과정 연구원으로 수학하였다. 이후 귀국하여 국민대학교와 서울대학교에서 교편을 잡았으며 1971년에 서울대학교에서 법학박사 학위를 취득하였다. 이후 1998년까지 서울대학교에서 교수로 있었으며, 탐라대학교 총장을 거쳐 지금은 명지대학교 석좌교수로 재직하였다.
번역 문학가인 전혜린의 전 남편이다.
2022년 3월 26일 지병으로 앓아 별세하였다.

## 경력
- 1956년~1961년 서독 뮌헨대 법학연구소 연구원
- 1962년 서울대학교 법과대학 전임 강사
- 1971년 서울대학교 법학박사 학위취득
- 1987년 서울대학교 법학연구소 소장
- 미국 하버드대학교 객원교수
- 일본 히토쓰바시 대학 초빙교수
- 행정, 사법고시 위원
- 한국공법학회 회장
- 한국법학교수회 회장
- 서울대학교 교수
- 한국헌법연구소 소장
- 헌법재판소 자문위원회 자문위원

## 수상
- 한국출판문화상
- 법률문화상
- 국민훈장 모란장

## 저서
- 《헌법질서론》
- 《헌법학》
- 《한국 헌법사》
- 《헌법학 신론》

## 가족 관계
- 배우자: 서옥경
  - 슬하: 김정화, 김수진, 김수영, 김수은, 김상진